# 2019-es ralikrossz-világbajnokság
A 2019-es ralikrossz-világbajnokság a széria ötödik szezonja volt. Az idény április 5-én kezdődött Abu-Dzabiban, és november 9-én ért véget a Dél-afrikai Köztársaságban. 
A széria a szakág legmagasabb szintű bajnoksága. 2 kategória versenyzői vettek részt a megmérettetéseken. A Supercars osztály résztvevői a bajnokság élvonalát képviselték, míg az RX2-ben minden résztvevő egységes autóval küzdött a győzelemért. A bajnokság utánpótlás szériái az európai, valamint az amerikai ralikrosszbajnokság voltak. Johan Kristoffersson és a PSRX Volkswagen Sweden távozásával az egyéni, valamint a csapat bajnoki cím sem került megvédésre. A bajnokságot a svéd Timmy Hansen nyerte meg a norvég Andreas Bakkeruddal szemben. A két versenyző azonos pontszámot ért el a szezon végén, azonban Hansen többször aratott győzelmet, így övé lett a bajnoki cím. A csapatok számára kiírt versenyen a Team Hansen MJP alakulata érte el a legtöbb pontot.

## Versenynaptár
| Forduló | Esemény                             | Dátum          | Helyszín                                 | Pályarajz |
| ------- | ----------------------------------- | -------------- | ---------------------------------------- | --------- |
| 1       | World RX of Abu Dhabi               | Április 5.     | Yas Marina Circuit, Abu-Dzabi            |           |
| 2       | World RX of Barcelona - Catalunya   | Április 27.    | Circuit de Barcelona-Catalunya, Montmeló |           |
| 3       | Spa World RX of Benelux             | Május 11.      | Circuit de Spa-Francorchamps, Spa        |           |
| 4       | Dayinsure World RX of Great Britain | Május 25.      | Silverstone Circuit, Silverstone         |           |
| 5       | World RX of Norway                  | Június 15.     | Lånkebanen, Hell                         |           |
| 6       | World RX of Sweden                  | Július 7.      | Höljesbanan, Höljes                      |           |
| 7       | World RX of Canada                  | Augusztus 3.   | Circuit Trois-Rivières, Trois-Rivières   |           |
| 8       | World RX of France                  | Augusztus 31.  | Circuit de Lohéac, Lohéac                |           |
| 9       | World RX of Latvia                  | Szeptember 14. | Biķernieku Kompleksā Sporta Bāze, Riga   |           |
| 10      | World RX of South Africa            | November 9.    | Killarney Motor Racing Complex, Fokváros |           |
| Forrás: |                                     |                |                                          |           |

### Változások a naptárban
- Az előző szezonhoz képest kevesebb verseny kerül megrendezésre, mivel Portugália, Németország és az Amerikában-ban rendezett versenyek kikerültek a versenynaptárból.[6][7]
- Egy új forduló kapott helyet a versenyek között, mégpedig Abu-Dzabi.[5]
- Az idei szezonban Belgium Circuit Jules Tacheny Mettet versenypálya helyett Spa-Francorchamps-ban rendez versenyt.[5]
- A Kanadai forduló betétfutammal egészül ki, révén annak hogy az amerikai ralikrosszbajnokság mezőnye is ellátogat majd a helyszínre. [5]

## Átigazolások

### Csapatváltások
- Andreas Bakkerud; EKS Audi Sport versenyző → Monster Energy RX Cartel versenyző
- Liam Doran; GC Kompetition versenyző → Monster Energy RX Cartel versenyző

### Újonc versenyzők
- Guillaume De Ridder; Ralikrossz Európa-bajnokság, Olsbergs MSE versenyző → GCK Academy versenyző
- Cyril Raymond; Ralikrossz Európa-bajnokság, Cyril Raymond versenyző → GCK Academy versenyző
- Szabó Krisztián; Ralikrossz Európa-bajnokság, EKS Audi Sport versenyző → EKS Sport versenyző[8]
- Rokas Baciuška; Ralikrossz Európa-bajnokság, Volland Racing versenyző → ES Motorsport-Labas GAS versenyző

### Távozó versenyzők
- Johan Kristoffersson; PSRX Volkswagen Sweden versenyző → túraautó-világkupa, SLR Volkswagen versenyző[1]
- Sébastien Loeb; Team Peugeot Total versenyző → rali-világbajnokság, Hyundai Shell Mobis WRT versenyző[9]
- Robin Larsson; Olsbergs MSE versenyző → Ralikrossz Európa-bajnokság, JC Raceteknik versenyző[10]
- Petter Solberg; PSRX Volkswagen Sweden versenyző → visszavonult[11]

### Csapatváltozások
- Az  Olsbergs MSE nem vesz részt a a bajnokság összes versenyén, csupán a Svédország-i fordulón.[12][13]
- Az EKS Sport elvesztette  gyári támogatását, ezért a kettő helyett, mindössze egy autóval állnak rajthoz. További változás, hogy immáron  svéd helyett  szlovák lincencel indul a csapat.[14][15][16]
- A  Münnich Motorsport ismét teljes szezont fog teljesíteni egy SEAT Ibiza modellel.[17]

### Újonc csapatok
- A  GC Kompetition a  GCK Academy létrehozásával összesen négy autót indítanak a bajnokságon.
- Az  ES Motorsport-Labas GAS egy Škoda Fabia autóval vágnak neki a szezonnak.
- A  Monster Energy RX Cartel két Audi S1 autóval csatlakoznak a küzdelemhez.

### Távozó csapatok
- A  Team Peugeot Total és a  PSRX Volkswagen Sweden kiszálltak, az elektromos autókra való váltás körüli homály végett.[2][14]

### Év közbeni versenyzőcserék
- Rokas Baciuška; ES Motorsport-Labas GAS versenyző → GCK Academy versenyző[18] → GC Kompetition versenyző

## Csapatok és versenyzők

### Supercar
| Konstruktőr                                       | Csapat                            | Autó                              | #                                 | Versenyző                         | Fordulók                          |
| Teljes szezont teljesítő csapatok                 | Teljes szezont teljesítő csapatok | Teljes szezont teljesítő csapatok | Teljes szezont teljesítő csapatok | Teljes szezont teljesítő csapatok | Teljes szezont teljesítő csapatok |
| ------------------------------------------------- | --------------------------------- | --------------------------------- | --------------------------------- | --------------------------------- | --------------------------------- |
| Ford                                              | Team STARD                        | Ford Fiesta MK7/MK8               | 5                                 | Pål Try                           | 1, 3, 9                           |
| Ford                                              | Team STARD                        | Ford Fiesta MK7/MK8               | 3                                 | Jani Paasonen                     | 2, 4–5, 7–8                       |
| Ford                                              | Team STARD                        | Ford Fiesta MK7/MK8               | 22                                | Jere Kalliokoski                  | 6, 10                             |
| Ford                                              | Team STARD                        | Ford Fiesta MK7/MK8               | 6                                 | Jānis Baumanis                    | Összes                            |
| Hyundai                                           | GRX Taneco Team                   | Hyundai i20                       | 7                                 | Timur Timerzyanov                 | Összes                            |
| Hyundai                                           | GRX Taneco Team                   | Hyundai i20                       | 31                                | Joni Wiman                        | 3–4                               |
| Hyundai                                           | GRX Taneco Team                   | Hyundai i20                       | 68                                | Niclas Grönholm                   | 1–2, 5–10                         |
| Audi                                              | Monster Energy RX Cartel          | Audi S1                           | 13                                | Andreas Bakkerud                  | Összes                            |
| Audi                                              | Monster Energy RX Cartel          | Audi S1                           | 33                                | Liam Doran                        | Összes                            |
| Audi                                              | EKS Sport                         | Audi S1                           | 123                               | Szabó Krisztián                   | Összes                            |
| Renault                                           | GC Kompetition                    | Renault Mégane R.S.               | 14                                | Rokas Baciuška                    | 7–9                               |
| Renault                                           | GC Kompetition                    | Renault Mégane R.S.               | 36                                | Guerlain Chicherit                | Összes                            |
| Renault                                           | GC Kompetition                    | Renault Mégane R.S.               | 92                                | Anton Marklund                    | Összes                            |
| Renault                                           | GCK Academy                       | Renault Clio R.S.                 | 96                                | Guillaume De Ridder               | Összes                            |
| Renault                                           | GCK Academy                       | Renault Clio R.S.                 | 113                               | Cyril Raymond                     | Összes                            |
| Renault                                           | GCK Academy                       | Renault Mégane R.S.               | 14                                | Rokas Baciuška                    | 5–6                               |
| Peugeot                                           | Team Hansen MJP                   | Peugeot 208                       | 21                                | Timmy Hansen                      | Összes                            |
| Peugeot                                           | Team Hansen MJP                   | Peugeot 208                       | 71                                | Kevin Hansen                      | Összes                            |
| Mini                                              | Xite Racing                       | Mini Cooper                       | 42                                | Oliver Bennett                    | Összes                            |
| SEAT                                              | All-Inkl.com Münnich Motorsport   | SEAT Ibiza                        | 44                                | Timo Scheider                     | Összes                            |
| Csapatok, amelyek nem teljesítenek teljes szezont |                                   |                                   |                                   |                                   |                                   |
| Škoda                                             | ES Motorsport-Labas GAS           | Škoda Fabia                       | 12                                | Matvey Furazhkin                  | 8–10                              |
| Škoda                                             | ES Motorsport-Labas GAS           | Škoda Fabia                       | 14                                | Rokas Baciuška                    | 1–2                               |
| Škoda                                             | ES Motorsport-Labas GAS           | Škoda Fabia                       | 24                                | Kevin Abbring                     | 5–6                               |
| Škoda                                             | ES Motorsport-Labas GAS           | Škoda Fabia                       | 67                                | François Duval                    | 3                                 |
| Hyundai                                           | GRX Set                           | Hyundai i20                       | 15                                | Reinis Nitišs                     | 1, 6, 9                           |
| Hyundai                                           | GRX Set                           | Hyundai i20                       | 57                                | Toomas Heikkinen                  | 8                                 |
| Peugeot                                           | Jonathan Pailler                  | Peugeot 208                       | 18                                | Jonathan Pailler                  | 6, 8                              |
| Peugeot                                           | Fabien Pailler                    | Peugeot 208                       | 20                                | Fabien Pailler                    | 6, 8                              |
| Peugeot                                           | Grégoire Demoustier               | Peugeot 208                       | 66                                | Grégoire Demoustier               | 3                                 |
| Peugeot                                           | Mark Higgins                      | Peugeot 208                       | 134                               | Mark Higgins                      | 4                                 |
| Audi                                              | Team JC Raceteknik                | Audi S1                           | 4                                 | Robin Larsson                     | 9                                 |
| Audi                                              | Team JC Raceteknik                | Audi S1                           | 39                                | Enzo Ide                          | 3                                 |
| Audi                                              | Mattias Ekström                   | Audi S1                           | 40                                | Mattias Ekström                   | 3                                 |
| Audi                                              | Kárai Motorsport Egyesület        | Audi A1                           | 73                                | Kárai Tamás                       | 2                                 |
| Ford                                              | Christopher Hoy                   | Ford Fiesta MK7                   | 41                                | Christopher Hoy                   | 2                                 |
| Ford                                              | Olsbergs MSE                      | Ford Fiesta MK8                   | 93                                | Sebastian Eriksson                | 6                                 |
| Ford                                              | Olsbergs MSE                      | Ford Fiesta MK8                   | 196                               | Kevin Eriksson                    | 6                                 |
| Volkswagen                                        | Hedströms Motorsport              | Volkswagen Polo                   | 64                                | Kjetil Larsen                     | 6                                 |
| Volkswagen                                        | Bridgestone Motorsport            | Volkswagen Polo                   | 95                                | Philip Gehrman                    | 6                                 |
| Honda                                             | Olsbergs MSE                      | Honda Civic Coupé                 | 72                                | Ulrik Linnemann                   | 6                                 |
| Citroën                                           | "Knapick"                         | Citroën DS3                       | 84                                | Hervé "Knapick" Lemonnier         | 2–4, 8                            |

### RX2
| Konstruktőr | Csapat                    | Autó             | #   | Versenyző            | Fordulók  |
| ----------- | ------------------------- | ---------------- | --- | -------------------- | --------- |
| OMSE        | JC Raceteknik             | Olsbergs MSE RX2 | 2   | Ben-Philip Gundersen | Összes    |
| OMSE        | JC Raceteknik             | Olsbergs MSE RX2 | 6   | William Nilsson      | 2–4, 6, 8 |
| OMSE        | JC Raceteknik             | Olsbergs MSE RX2 | 54  | Petter Nårsa         | 8, 10     |
| OMSE        | JC Raceteknik             | Olsbergs MSE RX2 | 90  | Jimmie Walfridson    | 2–3, 5–6  |
| OMSE        | Morten Asklund            | Olsbergs MSE RX2 | 11  | Morten Asklund       | 5–6       |
| OMSE        | Anders Michalak           | Olsbergs MSE RX2 | 12  | Anders Michalak      | Összes    |
| OMSE        | Olsbergs MSE              | Olsbergs MSE RX2 | 16  | Oliver Eriksson      | Összes    |
| OMSE        | Olsbergs MSE              | Olsbergs MSE RX2 | 18  | Linus Östlund        | 6, 10     |
| OMSE        | Olsbergs MSE              | Olsbergs MSE RX2 | 35  | Fraser McConnell     | Összes    |
| OMSE        | Olsbergs MSE              | Olsbergs MSE RX2 | 47  | Jesse Kallio         | Összes    |
| OMSE        | Olsbergs MSE              | Olsbergs MSE RX2 | 91  | Niklas Aneklev       | 10        |
| OMSE        | Team Färén                | Olsbergs MSE RX2 | 6   | William Nilsson      | 2-4, 6, 8 |
| OMSE        | Team Färén                | Olsbergs MSE RX2 | 21  | Damien Meunier       | 2–3, 8    |
| OMSE        | Team Färén                | Olsbergs MSE RX2 | 31  | Yann Le Jossec       | 8         |
| OMSE        | Team Färén                | Olsbergs MSE RX2 | 99  | Marcus Höglund       | 5–6       |
| OMSE        | Set Promotion             | Olsbergs MSE RX2 | 22  | Sami-Matti Trogen    | Összes    |
| OMSE        | Set Promotion             | Olsbergs MSE RX2 | 65  | Jami Kalliomäki      | 6         |
| OMSE        | Petter Leirhol            | Olsbergs MSE RX2 | 27  | Petter Leirhol       | 5–6       |
| OMSE        | Lars Erik Haug            | Olsbergs MSE RX2 | 33  | Lars Erik Haug       | 6         |
| OMSE        | Simon Olofsson            | Olsbergs MSE RX2 | 52  | Simon Olofsson       | Összes    |
| OMSE        | Sport Racing Technologies | Olsbergs MSE RX2 | 55  | Vasiliy Gryazin      | Összes    |
| OMSE        | Sport Racing Technologies | Olsbergs MSE RX2 | 69  | Nikolay Gryazin      | 8         |
| OMSE        | Martin Enlund             | Olsbergs MSE RX2 | 60  | Martin Enlund        | 6         |
| OMSE        | Albert Llovera            | Olsbergs MSE RX2 | 66  | Albert Llovera       | 2–6, 8    |
| OMSE        | Steve Volders             | Olsbergs MSE RX2 | 77  | Steve Volders        | Összes    |
| OMSE        | Stein Fredric Akre        | Olsbergs MSE RX2 | 98  | Stein Fredric Akre   | 6         |
| OMSE        | Mats Oskarsson            | Olsbergs MSE RX2 | 111 | Mats Oskarsson       | 6         |
| OMSE        | Lane Vacala               | Olsbergs MSE RX2 | 50  | Lane Vacala          | 8, 10     |

## Végeredmény

### Supercars

#### Összefoglaló
| Forduló | Helyszín                | Kvalifikáció     | Középdöntő         | Győztes            | Győztes                  | Listavezető      | Előny | Összefoglaló                                                              |
| Forduló | Helyszín                | győztese         | győztese           | versenyző          | csapat                   | Listavezető      | Előny | Összefoglaló                                                              |
| ------- | ----------------------- | ---------------- | ------------------ | ------------------ | ------------------------ | ---------------- | ----- | ------------------------------------------------------------------------- |
| 1       | Abu-Dzabi               | Kevin Hansen     | Kevin Hansen       | Kevin Hansen       | Team Hansen MJP          | Kevin Hansen     | 4     | Összefoglaló Archiválva 2020. április 11-i dátummal a Wayback Machine-ben |
| 2       | Spanyolország           | Timmy Hansen     | Kevin Hansen       | Timmy Hansen       | Team Hansen MJP          | Kevin Hansen     | 8     | Összefoglaló Archiválva 2019. június 12-i dátummal a Wayback Machine-ben  |
| 3       | Belgium                 | Andreas Bakkerud | Joni Wiman         | Timur Timerzyanov  | GRX Taneco Team          | Kevin Hansen     | 11    | Összefoglaló Archiválva 2020. április 11-i dátummal a Wayback Machine-ben |
| 4       | Nagy-Britannia          | Timmy Hansen     | Timmy Hansen       | Timmy Hansen       | Team Hansen MJP          | Timmy Hansen     | 4     | Összefoglaló Archiválva 2020. április 11-i dátummal a Wayback Machine-ben |
| 5       | Norvégia                | Niclas Grönholm  | Niclas Grönholm    | Niclas Grönholm    | GRX Taneco Team          | Timmy Hansen     | 1     | Összefoglaló Archiválva 2020. április 11-i dátummal a Wayback Machine-ben |
| 6       | Svédország              | Andreas Bakkerud | Sebastian Eriksson | Sebastian Eriksson | Olsbergs MSE             | Kevin Hansen     | 18    | Összefoglaló Archiválva 2020. február 12-i dátummal a Wayback Machine-ben |
| 7       | Kanada                  | Niclas Grönholm  | Timur Timerzyanov  | Andreas Bakkerud   | Monster Energy RX Cartel | Kevin Hansen     | 5     | Összefoglaló Archiválva 2020. február 12-i dátummal a Wayback Machine-ben |
| 8       | Franciaország           | Timmy Hansen     | Niclas Grönholm    | Timmy Hansen       | Team Hansen MJP          | Andreas Bakkerud | 2     | Összefoglaló Archiválva 2020. február 13-i dátummal a Wayback Machine-ben |
| 9       | Lettország              | Andreas Bakkerud | Timmy Hansen       | Timmy Hansen       | Team Hansen MJP          | Kevin Hansen     | 1     | Összefoglaló Archiválva 2019. október 15-i dátummal a Wayback Machine-ben |
| 10      | Dél-afrikai Köztársaság | Niclas Grönholm  | Timmy Hansen       | Niclas Grönholm    | GRX Taneco Team          | Timmy Hansen     | 0     | Összefoglaló Archiválva 2019. november 8-i dátummal a Wayback Machine-ben |

#### Pontrendszer
A versenyzők a hétvége minden szakaszában szerezhetnek pontokat, így lehetséges, hogy nem a győztes gyűjti össze a legtöbb pontot. Az alábbi táblázat a bajnokság pontrendszerét mutatja meg:
|          | Pozíció | Pozíció | Pozíció | Pozíció | Pozíció | Pozíció | Pozíció | Pozíció | Pozíció | Pozíció | Pozíció | Pozíció | Pozíció | Pozíció | Pozíció | Pozíció |
| Forduló  | 1.      | 2.      | 3.      | 4.      | 5.      | 6.      | 7.      | 8.      | 9.      | 10.     | 11.     | 12.     | 13.     | 14.     | 15.     | 16.     |
| -------- | ------- | ------- | ------- | ------- | ------- | ------- | ------- | ------- | ------- | ------- | ------- | ------- | ------- | ------- | ------- | ------- |
| Heat     | 16      | 15      | 14      | 13      | 12      | 11      | 10      | 9       | 8       | 7       | 6       | 5       | 4       | 3       | 2       | 1       |
| Elődöntő | 6       | 5       | 4       | 3       | 2       | 1       |         |         |         |         |         |         |         |         |         |         |
| Döntő    | 8       | 5       | 4       | 3       | 2       | 1       |         |         |         |         |         |         |         |         |         |         |

- A vörös hátterű helyezések a kiesőzónát jelképezik az adott körben.

#### Versenyzők
1-30 megszerzett pontok, a színkódokról részletes információ itt található.
| Helyezés                                                                           | Versenyző                 | ABU  | BAR  | BEL | GBR | NOR  | SWE  | CAN | FRA  | LAT  | RSA | Büntetés | Pont |
| ---------------------------------------------------------------------------------- | ------------------------- | ---- | ---- | --- | --- | ---- | ---- | --- | ---- | ---- | --- | -------- | ---- |
| 1                                                                                  | Timmy Hansen              | 138  | 130  | 420 | 130 | 619  | 618  | 134 | 129  | 129  | 424 |          | 211  |
| 2                                                                                  | Andreas Bakkerud          | 152  | 322  | 227 | 226 | 1015 | 1117 | 129 | 522  | 326  | 225 |          | 211  |
| 3                                                                                  | Kevin Hansen              | 130  | 226  | 713 | 715 | 222  | 225  | 612 | 315  | 421  | 520 |          | 199  |
| 4                                                                                  | Niclas Grönholm           | 226  | 422  |     |     | 130  | 518  | 719 | 620  | 222  | 129 |          | 186  |
| 5                                                                                  | Timur Timerzyanov         | 713  | 715  | 125 | 118 | 717  | 24   | 324 | 107  | 513  | 320 |          | 142  |
| 6                                                                                  | Jānis Baumanis            | 520  | 616  | 516 | 10  | 317  | 810  | 222 | 119  | 126  | 711 |          | 137  |
| 7                                                                                  | Anton Marklund            | 914  | 143  | 814 | 321 | Kiz  | 711  | 515 | 219  | 913  | 119 |          | 119  |
| 8                                                                                  | Liam Doran                | 314  | 810  | 619 | 617 | 514  | 152  | 814 | 1210 | 613  | 161 | 15       | 114  |
| 9                                                                                  | Timo Scheider             | 620  | 107  | 10  | 415 | 1112 | 22   | 108 | 814  | 117  | 616 |          | 109  |
| 10                                                                                 | Szabó Krisztián           | 418  | 1210 | 127 | 515 | 125  | 17   | 97  | 118  | 1011 | 910 |          | 91   |
| 11                                                                                 | Rokas Baciuška            | 1210 | 134  |     |     | 161  | 1210 | 912 | 423  | 716  |     |          | 76   |
| 12                                                                                 | Guerlain Chicherit        | 810  | 910  | 134 | 913 | 9    | 143  | 421 | 134  | 152  | 812 | 15       | 73   |
| 13                                                                                 | Cyril Raymond             | 107  | 516  | 97  | 134 | 811  | 19   | 127 | 152  | 134  | 152 | 15       | 45   |
| 14                                                                                 | Reinis Nitišs             | 115  |      |     |     |      | 321  |     |      | 814  |     |          | 40   |
| 15                                                                                 | Joni Wiman                |      |      | 325 | 814 |      |      |     |      |      |     |          | 39   |
| 16                                                                                 | Kevin Abbring             |      |      |     |     | 418  | 417  |     |      |      |     |          | 35   |
| 17                                                                                 | Sebastian Eriksson        |      |      |     |     |      | 129  |     |      |      |     |          | 29   |
| 18                                                                                 | Guillaume De Ridder       | 161  | 117  | 152 | 161 | 152  | 20   | 143 | 161  | 143  | 109 |          | 29   |
| 19                                                                                 | Toomas Heikkinen          |      |      |     |     |      |      |     | 715  |      |     |          | 15   |
| 20                                                                                 | Oliver Bennett            | 17   | 17   | 143 | 127 | 143  | 23   | 152 | 19   | 161  | 126 | 10       | 12   |
| 21                                                                                 | Jere Kalliokoski          |      |      |     |     |      | 107  |     |      |      | 143 |          | 10   |
| 22                                                                                 | Jani Paasonen             |      | 161  |     | 143 | 134  |      | 161 | 17   |      |     |          | 9    |
| 23                                                                                 | Mattias Ekström           |      |      | 118 |     |      |      |     |      |      |     |          | 8    |
| 24                                                                                 | Kevin Eriksson            |      |      |     |     |      | 98   |     |      |      |     |          | 8    |
| 25                                                                                 | Matvey Furazhkin          |      |      |     |     |      |      |     | 20   | 17   | 134 |          | 4    |
| 26                                                                                 | Jonathan Pailler          |      |      |     |     |      | 134  |     | 18   |      |     |          | 4    |
| 27                                                                                 | Pål Try                   | 143  |      | 161 |     |      |      |     |      | 18   |     |          | 4    |
| 28                                                                                 | Christopher Hoy           |      | 152  |     |     |      |      |     |      |      |     |          | 2    |
| 29                                                                                 | Mark Higgins              |      |      |     | 152 |      |      |     |      |      |     |          | 2    |
| 30                                                                                 | Fabien Pailler            |      |      |     |     |      | 161  |     | 143  |      |     |          | 4    |
| 31                                                                                 | François Duval            |      |      | 17  |     |      |      |     |      |      |     |          | 0    |
| 32                                                                                 | Kárai Tamás               |      | 18   |     |     |      |      |     |      |      |     |          | 0    |
| 33                                                                                 | Enzo Ide                  |      |      | 18  |     |      |      |     |      |      |     |          | 0    |
| 34                                                                                 | Kjetil Larsen             |      |      |     |     |      | 18   |     |      |      |     |          | 0    |
| 35                                                                                 | Gregoire Demoustier       |      |      | 19  |     |      |      |     |      |      |     |          | 0    |
| 36                                                                                 | Philip Gehrman            |      |      |     |     |      | 21   |     |      |      |     |          | 0    |
| 37                                                                                 | Ulrik Linnemann           |      |      |     |     |      | 25   |     |      |      |     |          | 0    |
| 38                                                                                 | Hervé "Knapick" Lemonnier |      | 19   | 20  | 17  |      |      |     | 21   |      |     | 15       | -15  |
| Helyezés                                                                           | Versenyző                 | ABU  | BAR  | BEL | GBR | NOR  | SWE  | CAN | FRA  | LAT  | RSA | Büntetés | Pont |
| Hivatalos eredmények Archiválva 2019. november 20-i dátummal a Wayback Machine-ben |                           |      |      |     |     |      |      |     |      |      |     |          |      |

#### Csapatok
| Helyezés | csapat                   | #   | Versenyző           | Pont |
| -------- | ------------------------ | --- | ------------------- | ---- |
| 1        | Team Hansen MJP          | 21  | Timmy Hansen        | 366  |
| 1        | Team Hansen MJP          | 71  | Kevin Hansen        | 366  |
| 2        | GRX Taneco Team          | 7   | Timur Timerzyanov   | 318  |
| 2        | GRX Taneco Team          | 31  | Joni Wiman          | 318  |
| 2        | GRX Taneco Team          | 68  | Niclas Grönholm     | 318  |
| 3        | Monster Energy RX Cartel | 13  | Andreas Bakkerud    | 299  |
| 3        | Monster Energy RX Cartel | 33  | Liam Doran          | 299  |
| 4        | GC Kompetition           | 36  | Guerlain Chicherit  | 171  |
| 4        | GC Kompetition           | 92  | Anton Marklund      | 171  |
| 5        | Team STARD1              | 3   | Jani Paasonen       | 89   |
| 5        | Team STARD1              | 6   | Jānis Baumanis      | 89   |
| 6        | GCK Academy              | 96  | Guillaume De Ridder | 63   |
| 6        | GCK Academy              | 113 | Cyril Raymond       | 63   |

1 – A Team STARD csapat két különböző tipusú autóval vette részt az 1.3., illetve 9-10. fordulókon, emiatt nem jogosultak pontokra azokon a versenyeken.

### RX2

#### Összefoglaló
| Forduló | Helyszín                | Kvalifikáció    | Középdöntő           | Győztes              | Győztes       | Listavezető     | Előny | Összefoglaló                                                                |
| Forduló | Helyszín                | győztese        | győztese             | versenyző            | csapat        | Listavezető     | Előny | Összefoglaló                                                                |
| ------- | ----------------------- | --------------- | -------------------- | -------------------- | ------------- | --------------- | ----- | --------------------------------------------------------------------------- |
| 1       | Spanyolország           | Oliver Eriksson | Oliver Eriksson      | Oliver Eriksson      | Olsbergs MSE  | Oliver Eriksson | 4     | Összefoglaló Archiválva 2020. június 13-i dátummal a Wayback Machine-ben    |
| 2       | Belgium                 | Jesse Kallio    | Oliver Eriksson      | Oliver Eriksson      | Olsbergs MSE  | Oliver Eriksson | 9     | Összefoglaló Archiválva 2020. június 13-i dátummal a Wayback Machine-ben    |
| 3       | Nagy-Britannia          | Oliver Eriksson | Jesse Kallio         | Oliver Eriksson      | Olsbergs MSE  | Oliver Eriksson | 13    | Összefoglaló Archiválva 2020. június 13-i dátummal a Wayback Machine-ben    |
| 4       | Norvégia                | Oliver Eriksson | Oliver Eriksson      | Oliver Eriksson      | Olsbergs MSE  | Oliver Eriksson | 21    | Összefoglaló Archiválva 2020. június 13-i dátummal a Wayback Machine-ben    |
| 5       | Svédország              | Oliver Eriksson | Ben-Philip Gundersen | Ben-Philip Gundersen | JC Raceteknik | Oliver Eriksson | 14    | Összefoglaló Archiválva 2020. június 13-i dátummal a Wayback Machine-ben    |
| 6       | Franciaország           | Oliver Eriksson | Ben-Philip Gundersen | Ben-Philip Gundersen | JC Raceteknik | Oliver Eriksson | 21    | Összefoglaló Archiválva 2019. augusztus 31-i dátummal a Wayback Machine-ben |
| 7       | Dél-afrikai Köztársaság | Oliver Eriksson | Oliver Eriksson      | Oliver Eriksson      | Olsbergs MSE  | Oliver Eriksson | 43    | Összefoglaló Archiválva 2019. november 8-i dátummal a Wayback Machine-ben   |

#### Versenyzők
| 1                                                                                  | Oliver Eriksson      | 130 | 129 | 130 | 130  | 1117 | 227 | 130 | 193  |
| 2                                                                                  | Ben-Philip Gundersen | 134 | 323 | 521 | 226  | 125  | 129 | 622 | 150  |
| 3                                                                                  | Jesse Kallio         | 323 | 227 | 226 | 322  | 324  | 620 | 134 | 146  |
| 4                                                                                  | Fraser McConnell     | 226 | 520 | 715 | 620  | 519  | 419 | 224 | 143  |
| 5                                                                                  | Sami-Matti Trogen    | 419 | 417 | 421 | 1110 | 416  | 322 | 319 | 124  |
| 6                                                                                  | Vasiliy Gryazin      | 520 | 714 | 317 | 134  | 619  | 517 | 421 | 112  |
| 7                                                                                  | Simon Olofsson       | 811 | 814 | 109 | 711  | 107  | 134 | 812 | 68   |
| 8                                                                                  | Anders Michalak      | 713 | 9   | 615 | 107  | 134  | 117 | 79  | 64   |
| 9                                                                                  | Steven Volders       | 910 | 126 | 910 | 515  | 17   | 910 | 109 | 60   |
| 10                                                                                 | William Nilsson      | 109 | 614 | 814 |      | 128  | 812 |     | 57   |
| 11                                                                                 | Linus Östlund        |     |     |     |      | 223  |     | 518 | 41   |
| 12                                                                                 | Jimmie Walfridson    | 118 | 109 |     | 814  | 98   |     |     | 39   |
| 13                                                                                 | Damien Meunier       | 616 | 119 |     |      |      | 127 |     | 32   |
| 14                                                                                 | Albert Llovera       | 126 | 137 | 114 | 143  | 21   | 143 |     | 23   |
| 15                                                                                 | Marcus Höglund       |     |     |     | 419  | 143  |     |     | 22   |
| 16                                                                                 | Petter Narsa         |     |     |     |      |      | 108 | 912 | 20   |
| 17                                                                                 | Niklay Gryazin       |     |     |     |      |      | 713 |     | 13   |
| 17                                                                                 | Martin Enlund        |     |     |     |      | 713  |     |     | 13   |
| 19                                                                                 | Mats Oskarsson       |     |     |     |      | 812  |     |     | 12   |
| 20                                                                                 | Niklas Aneklev       |     |     |     |      |      |     | 119 | 6    |
| 21                                                                                 | Morten Asklund       |     |     |     | 98   | 19   |     |     | 8    |
| 21                                                                                 | Petter Leirhol       |     |     |     | 128  | 18   |     |     | 8    |
| 21                                                                                 | Lane Vacala          |     |     |     |      |      | 152 | 124 | 6    |
| 24                                                                                 | Jami Kalliomäki      |     |     |     |      | 152  |     |     | 2    |
| 25                                                                                 | Yan Le Jossec        |     |     |     |      |      | 161 |     | 1    |
| 25                                                                                 | Stein Fredric Akre   |     |     |     |      | 161  |     |     | 1    |
| 27                                                                                 | Lars Erik Haug       |     |     |     |      | 20   |     |     | 0    |
| Helyezés                                                                           | Versenyző            | BAR | BEL | GBR | NOR  | SWE  | FRA | RSA | Pont |
| Hivatalos eredmények Archiválva 2019. november 20-i dátummal a Wayback Machine-ben |                      |     |     |     |      |      |     |     |      |